# Немцы в Эстонии
Немцы Эстонии — в настоящее время одна из малочисленных этнических групп Эстонии. По удельному весу в общей численности населения страны (0,35 % в 2024 году) занимает 6-е место, не считая эстонцев. Число жителей-немцев в Эстонии по состоянию на 1 января 2024 года составляло 2923 человека, 54,9 % из них проживало в Таллине. В конце XIX века доля немцев в общей численности населения Эстонии (в границах переписи 1881 года) составляла 3,5 %.

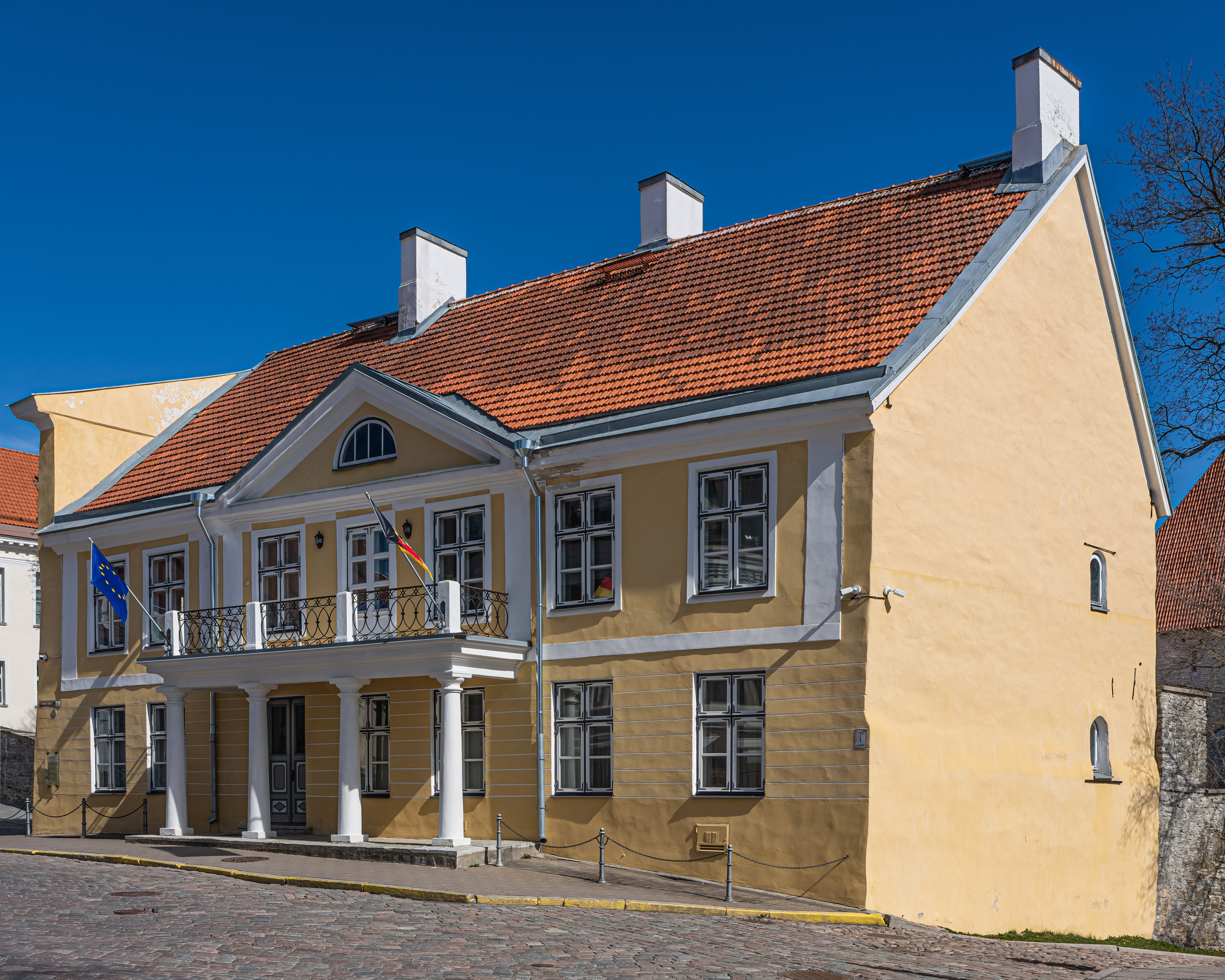
Резиденция посольства Германии в Эстонии. Таллин, площадь Лосси 7

## История

### XII—XV века
История немцев Эстонии уходит в Высокое Средневековье. Начиная с XI века католическая церковь стремилась подчинить Прибалтику своему господству. В конце XII века немецкая агрессия распространилась на Эстляндию и Ливонию. Основным её вдохновителем был епископ Ливонии Альберт, который при поддержке папы Иннокентия III организовал отряды крестоносцев, избрал в 1201 году в качестве своей опорной базы Ригу и основал в 1202 году Орден меченосцев как местные постоянные вооружённые силы.
В начале XIII века Эстония представляла собой слабо связанное объединение восьми крупных (Вирумаа, Ляэнемаа, Ревала, Сааремаа, Сакала, Уганди, Харью и Ярвамаа) и  мелких (Алемпойс, Вайга, Йогентагана, Мыху, Нурмекунд и Соопоолитсе) земель. Население Эстонии насчитывало примерно 100—150 тысяч человек.
В 1215 году немецкие феодалы захватили Сакала и Уганди, в 1216 году — Отепя в начале 1217 года — Соонтагана и Ярвамаа.
В 1217 году западноэстонские земли заключили союз с Новгородом и Псковом против немцев и покорившихся им угаласцев. В результате сражения под Отепя немцы были вытеснены с территории Эстонии. Однако 12 сентября 1217 года в битве у Феллина немецкие рыцари разбили шеститысячный отряд эстов. Южная и Центральная Эстония были вновь завоёваны. В 1218 году епископ Альберт и епископ Эстонии Теодерих обратились за помощью к королю Дании Вальдемару II. В 1219 году датчане высадились в Северной Эстонии и сделали свои опорным пунктом Линданисе. В 1219—1220 годах они завоевали Ревала, Харью, Ярвамаа и Вирумаа. В августе 1224 года немцы овладели Юрьевым. В 1227 году немцы завоевали весь остров Эзель.
Часть эстонских земель была роздана в условное владение вассалам, преимущественно немцам. К середине следующего столетия феодалы-эстонцы либо онемечились, либо оказались на положении зависимых крестьян. Бо́льшую часть городского населения составляли эстонцы (из них гражданами были в основном немцы), однако административная и судебная власть в городах принадлежала магистратам, состоявшим из представителей богатой немецкой олигархии. Духовенство также в основном состояло из немцев.
В 1629 году Ливония и в 1645 году Эзель перешли во владение Швеции. В Эстляндии было создано Эстляндское герцогство, Северная Ливония (южная зона проживания эстонцев) вошла в генерал-губернаторство Лифляндии.
Немецкое дворянство Эстляндского герцогства имело широкое самоуправление и различные привилегии. В 1584 году оно образовало своё сообщество — Эстляндское рыцарство (нем. Estländische Ritterschaft). Как и в XV веке, в самоуправление входили ландтаг и коллегия советников по землевладению, состоявшая 12 членов. Дворянство также имело право чинить суд над другими сословиями. Ливонское дворянство для укрепления своей власти в 1648 году создало Лифляндское рыцарство (нем. Livländische Ritterschaft).

### В России
Первые балтийские немцы поступили на службу Русскому государству еще в XVI веке, но переломным моментом стала Великая Северная война, когда Россия завоевала бывшие восточные провинции Швеции. Самым известным прибалтийским немцем на службе Русского государства в этот период является Иоганн Рейнгольд фон Паткуль. Поскольку Пётр I был очень заинтересован в мирном присоединении Эстляндии и Ливонии к российскому царству и привлечении балтийских немцев к службе (как военной, так и дипломатической), мирные договоры с Саксонией и Данией, заключённые в 1709 году, сохранили все прежние привилегии для дворян Эстляндии и Ливонии. Тем самым Пётр I снискал благосклонность балтийских немцев. В XVIII веке увеличению доли и значения балтийских немцев при дворе Российской империи способствовали действия герцога Карла Фридриха Гольштейн-Готторпского, который женился на дочери Петра I Анне Петровне и таким образом приобрёл влияние в качестве члена императорской фамилии, и формирование двора в Петербурге в основном из немецкоязычных и прогермански настроенных представителей балтийского рыцарства. В XIX веке успеху балтийских немцев при русском дворе способствовало участие в управлении страной и прибалтийскими губерниями фаворитов Екатерины II: её дяди Петра Фридриха Людвига Ольденбургского и преемников последнего — Павла Фридриха Августа и Петера Фридриха Вильгельма.
К самым известным родам немецкого происхождения, которым принадлежали земельные владения на территории современной Эстонии, и среди которых было большое число российских общественных и государственных деятелей, относятся:
- Будберги
- Грюневальдты
- Икскюли
- Корфы
- Коцебу
- Майдели
- Мейендорфы
- Нолькены
- Палены
- Пиллар фон Пильхау
- Ренненкампфы
- Розены
- Унгерн-Штернберги

Согласно переписи населения 1881 года, в границах современной Эстонии насчитывалось 47 000 немцев. Вполне вероятно, что среди них были и так называемые «можжевеловые» немцы), т. е. лица эстонского происхождения, которые признали себя немцами и вели себя как немцы, чтобы принадлежать к более высоким слоям общества.

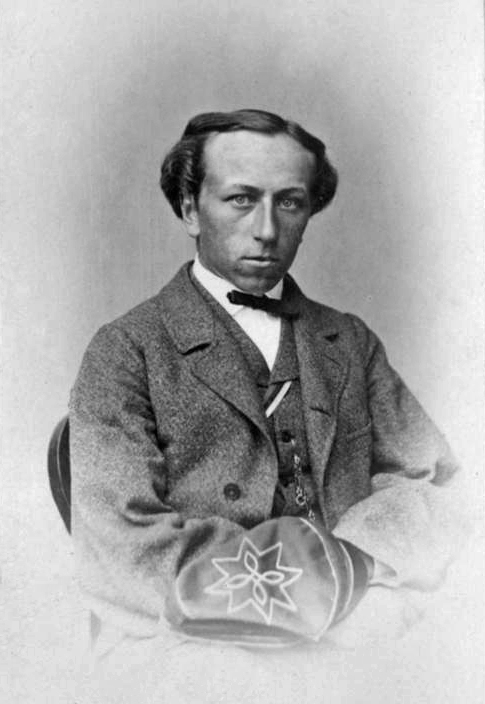
Член студенческой корпорации «Ливония» барон Конрад Майдель, 1860-е гг.

Из-за принадлежности к общему культурному контексту членства в немецком и эстонском обществах частично совпадали. Было само собой разумеющимся, что эстонская интеллигенция говорила дома как по-эстонски, так и по-немецки. Общество эстонских студентов и другие эстонские студенческие организации следовали немецким студенческим правилам и использовали немецкий язык. Под влиянием немецкой культуры возникло движение певческих обществ в странах Балтии. Первое немецкое мужское певческое общество было основано в Ревеле 1849 году, в 1857 году там же состоялся первый праздник балтийско-немецкой песни.
В 1905 году, в ходе Первой русской революции, восставшие эстонские крестьяне массово разрушали, сжигали и грабили мызы балтийских немцев.
В 1906 году, когда в Российской империи были приняты «Временные положения об обществах и союзах», регламентировавшие и оговаривавшие основы создания и деятельности всех общественных организаций, были основаны Эстляндское немецкое общество и Лифляндское немецкое общество, целью которых было укрепление единства балтийских немцев и обеспечение их выживания. Первое общество издавало ежегодник «Kalender der Deutschen Vereine in Liv-Est-Kurland», с 1908 года — «Adreßbuch des Deutschen Vereins in Estland», второе — «Kalender des Deutschen Vereines in Livland».
После начала Первой мировой войны на основании декрета от 15 августа 1914 года все немецкие организации в Эстонии прекратили свою деятельность.

### В Первой Эстонской республике

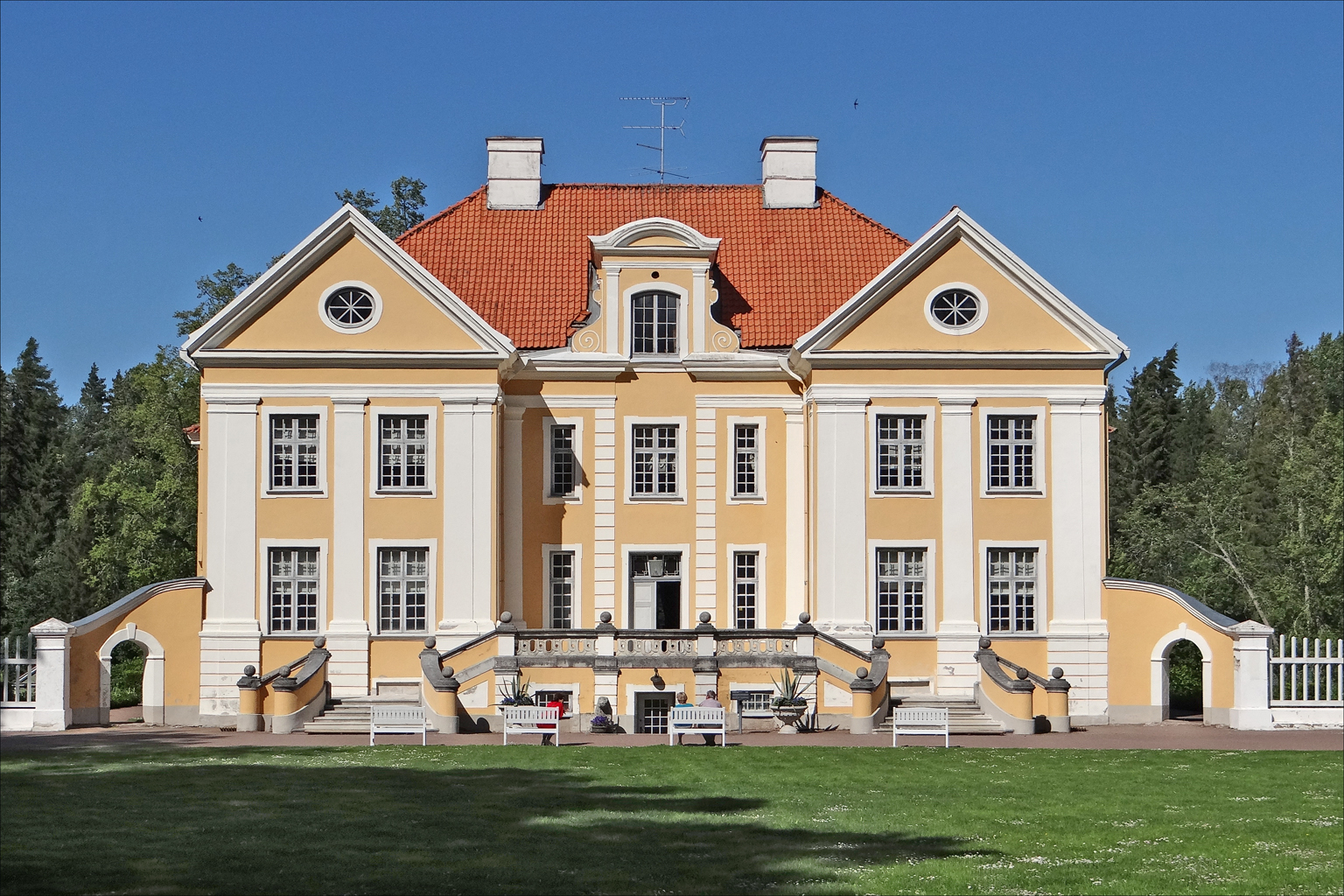
Главное здание мызы Пальмс, которой перед национализацией в 1919 году владелиПалены

В результате начатой в 1919 году земельной реформы в Эстонии были ликвидированы рыцарские мызы, что разрушило экономические основы существования прибалтийских немцев, хотя формально реформа не была связана с национальностью мызников (были национализированы и поместья, принадлежавшие эстонцам). В общей сложности было отчуждено около 2310 тысяч га земли. Эстонская пропаганда называла эту реформу «исправлением исторической несправедливости».
В 1919 году была образована Немецко-балтийская партия, выражавшая интересы балтийских немцев и действовавшая в Эстонской республике до 1935 года включительно.  На выборах в 1-й состав Рийгикогу партия получила 18 444 голоса и 4 места в Рийгикогу; на выборах 1923 года — 15 950 голосов и 3 места; на выборах 1926 года — 13 278 голосов и 2 места; на выборах 1929 года — 16 235 голосов, в коалиции с одним представителем шведского меньшинства — 3 места; на выборах 1932 года — 15 527 голосов и в коалиции с одним представителем шведского меньшинства — 3 места в Рийгикогу.
20 сентября 1919 года для организации и координации возрождающихся немецких частных школ была основана новая ассоциация — Общество поддержки немецких частных школ и школьников, находящихся в неблагоприятном положении (нем. Gesellschaft zur Unterstützung deutscher Privatschulen und Mittelloser Schulkinder). 28 октября 1919 года оно было реорганизовано в Немецкое общество помощи школам (нем. Gesellschaft Deutsche Schulhilfe), его председателем был избран Аксель фон Майдель. Эта организация курировала деятельность всех немецких частных учебных заведений, а также оказывала им значительную материальную поддержку.
В 1920 году в Эстонии были упразднены все сословия и ликвидированы сословные учреждения. Конституция Эстонии 1920 года предоставила каждому гражданину право свободно определять свою национальную принадлежность. В 1922 году, преддверии переписи населения, в Эстонии появились листовки, в которых, кроме прочего, говорилось: «Рекомендуется всем, кто чувствует себя немцами, какой бы национальности они ни были рождены, выдавать себя за немцев». Такая практика прекратилась только с принятием Закона об определении основания гражданства, вступившего в силу 12 октября 1934 года. 25 марта 1934 года Управление культуры Германии выразило протест против законопроекта, запрещающего детям от смешанных браков посещать школы национальных меньшинств, назвав его неконституционным.
С 1925 года в Эстонии действовало Культурное самоуправление немецкого меньшинства (нем. Estländische Deutsche Kulturverwaltung). В конце 1930-х годов деятельностью более 150 организаций балтийских немцев руководил Народный национальный союз (нем. Volksnationale Vereinigung), полулегальное эстонское отделение НСДАП, при поддержке правительства Германии. В 1932—1933 годах в Эстонии действовала организация под названием «Немецкий клуб» (нем. Deutscher Klub), важнейшей целью которой было возрождение «немецкого духа», зажжённого национал-социалистическим движением в Германии.
Хотя немецкое меньшинство интегрировалось в эстоноязычное общество, возникшее в годы существования Первой Эстонской республики, оно высоко ценило немецкую культуру, язык и образование. Так, в Тарту, Вильянди, Пярну и Курессааре работали частные немецкие гимназии, в Таллине, Валга и Пайде — немецкие школы.

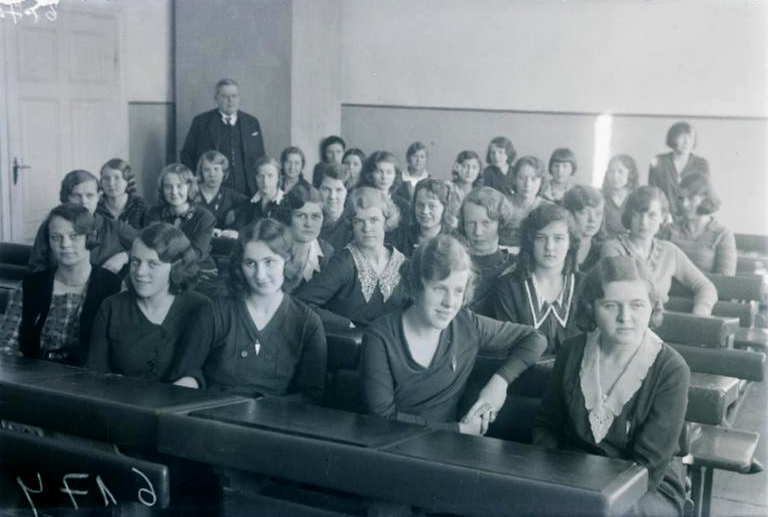
Ученицы Таллинской немецкой женской гимназии в классе, 1920–1940 годы
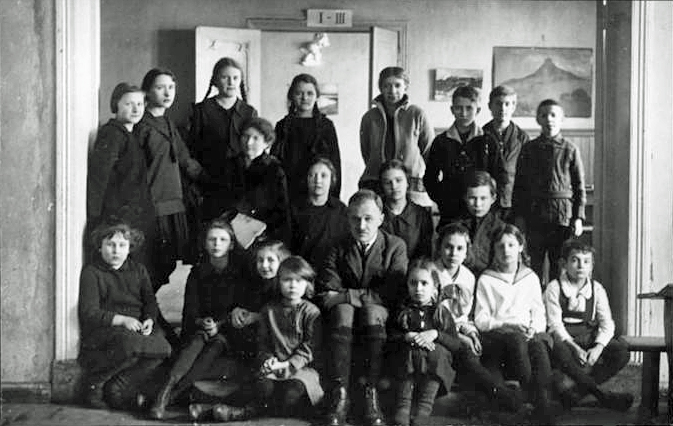
Ученики Валгаской немецкой школы с учителем, 1920–1940 годы
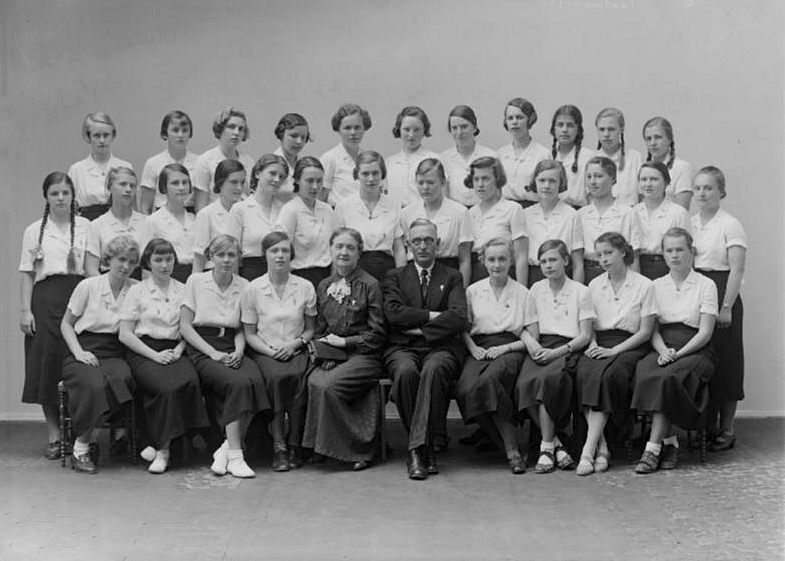
Ученицы и учителя Немецкой женской гимназии, 1930-е годы
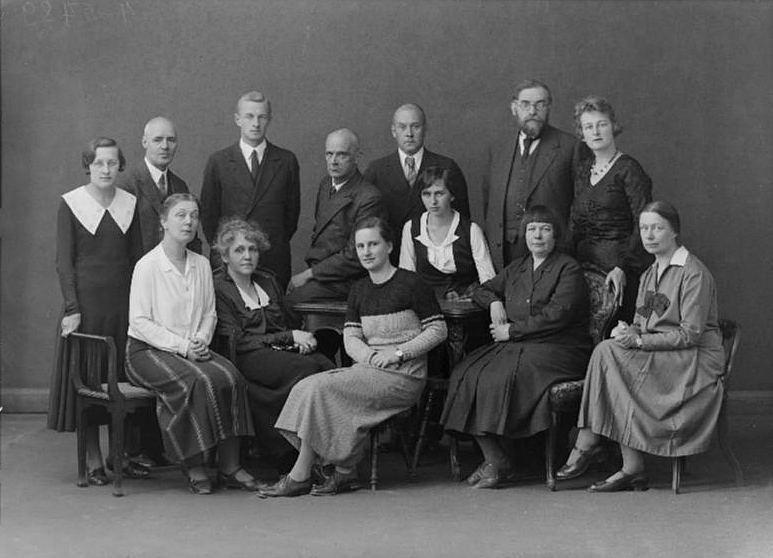
Учителя Вильяндиской немецкой гимназии, 1934 год

### В период Второй мировой войны
В 1939—1940 годах бо́льшая часть оставшихся после Первой мировой войны немцев Эстонии покинула страну (т.н. нем. Umsiedlung) на основании соответствующих соглашений (всего покинуло страну около 14 тысяч человек, из них около 12 тысяч немцев). В эстонской прессе по этому поводу было выражено нескрываемое ликование. Однако репатриированным немцам было разрешено селиться не в районах Германии, а на бывшей территории Польши — в Вартеланде.
Весной 1941 года, по договоренности между СССР и Германией, в ходе последующего переселения (т.н. нем. Nachumsiedlung), из Эстонии в Германию переехало ещё около 7000 человек, среди них было много эстонцев, у которых сохранились семейные связи с немцами. В Эстонии на основании спецдокументов к лету 1941 года осталось около 3000 немцев.
Балтийские немцы, переселившиеся в Германию в 1940 и 1941 годах, благодаря знанию языков ценились как специалисты на германском Восточном фронте и в государственных учреждениях оккупированных территорий. В июле 1941 года из эмигрантов, собравшихся под Берлином, был сформирован Полицейский батальон Остланд (c октября Резервный Полицейский батальон 33) под руководством Генриха Штунде (Heinrich Stunde, в 1935—1940 годах Henn Sarmiste). Полицейский батальон состоял из трёх рот: в 1-й роте были латыши и латвийских немцы, во 2-й и 3-й ротах — эстонцы и эстонские немцы. Батальон подчинялся Полиции порядка Германии, и хотя целью его формирования была борьба с советскими войсками, он использовался для охраны немецких войск в тылу и для борьбы с партизанами в Украине.
В 1944—1945 годах проживавшие в Вартеланде немцы бежали от наступления советской армии в Западную Германию.

### Современность
На сегодняшний день бо́льшая часть потомков балтийских немцев Эстонии проживает в Германии. Среди них также продолжают действовать исторические рыцарства. Небольшая часть немцев после Второй мировой войны обосновалась и в других странах — США, Канаде, Швеции, Финляндии, очень малая часть вернулась в Эстонию.

## Демографические и этно-культурные данные

### Численность
Численность и удельный вес немцев в Эстонии по данным переписей населения Российской империи, Всесоюзных переписей населения СССР и Департамента статистики Эстонии:
| Год     | Немцы Эстонии, чел. | в % к общей численности населения Эстонии |
| ------- | ------------------- | ----------------------------------------- |
| 1881*   | 47 000              | 5,30                                      |
| 1897*   | ..                  | 3,50                                      |
| 1922*   | ..                  | 1,70                                      |
| 1932*   | ..                  | 1,50                                      |
| 1934    | 16 346              | 1,50                                      |
| 1959**  | 670                 | 0,06                                      |
| 1970**  | 7850                | 0,58                                      |
| 1979**  | 3944                | 0,27                                      |
| 1989**  | 3466                | 0,22                                      |
| 2000**  | 1870                | 0,14                                      |
| 2001*** | 1715                | 0,14                                      |
| 2010*** | 1912                | 0,14                                      |
| 2011**  | 1544                | 0,12                                      |
| 2012*** | 1612                | 0,12                                      |
| 2013*** | 1594                | 0,12                                      |
| 2014*** | 1614                | 0,12                                      |
| 2015*** | 1552                | 0,12                                      |
| 2016*** | 1913                | 0,15                                      |
| 2017*** | 1945                | 0,15                                      |
| 2018*** | 2178                | 0,17                                      |
| 2019*** | 2238                | 0,17                                      |
| 2020*** | 2438                | 0,18                                      |
| 2021*** | 2570                | 0,19                                      |
| 2022*** | 2701                | 0,20                                      |

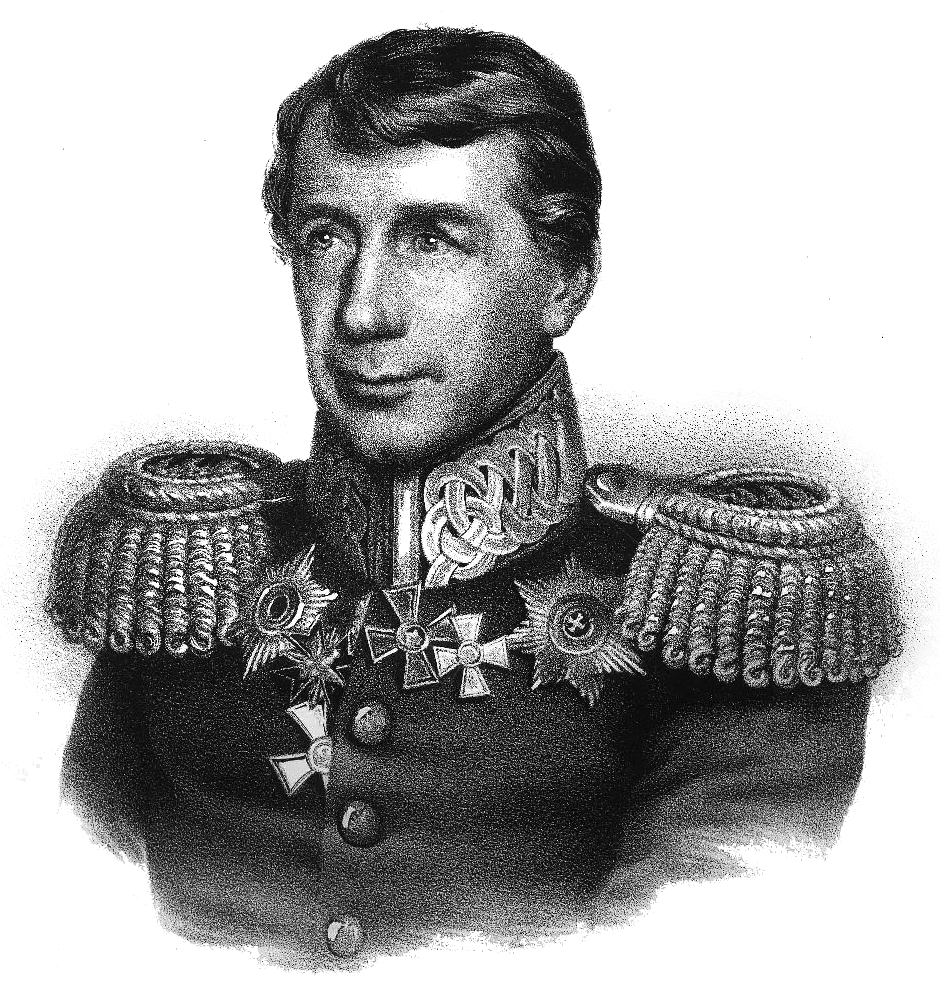
Адам Иоганн фон Крузенштерн

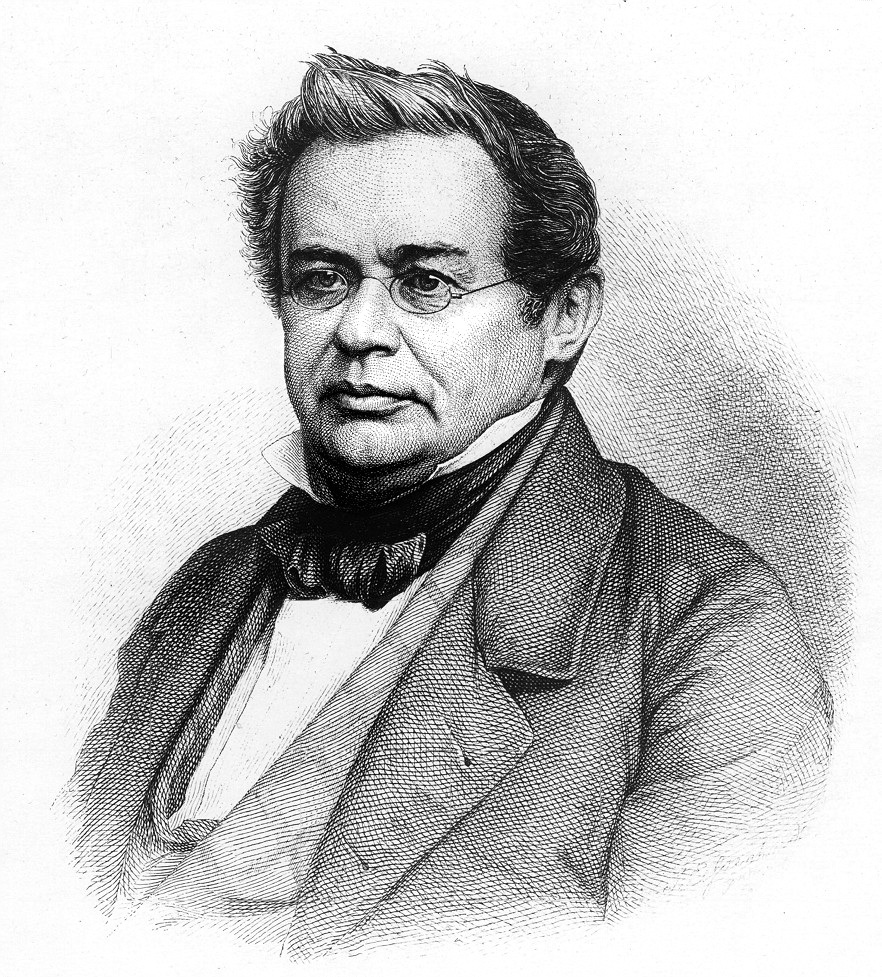
Генрих Фридрих Эмиль Ленц

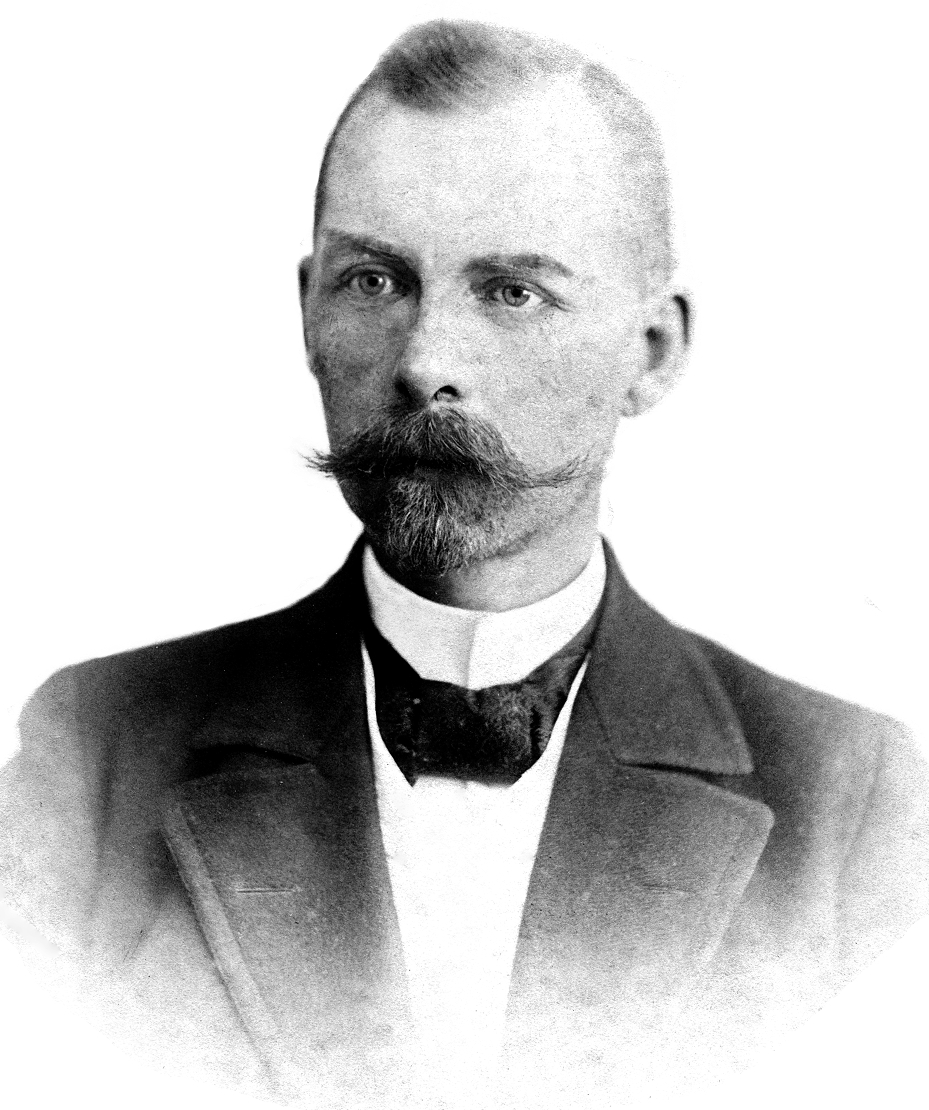
Эдуард Густав Фрейгер фон Толль

* На территории по переписи 1881 года.

** По данным переписи населения.

*** По состоянию на 1 января.
Значительное увеличение числа лиц немецкой национальности после переписи 1959 года было вызвано в основном переездом в Эстонию немцев Поволжья.
Численность немцев в Таллине на начало года по данным Регистра народонаселения:
| Год  | Немцы Таллина, чел. | в % к общей численности населения Таллина | в % к общей численности немцев в Эстонии |
| ---- | ------------------- | ----------------------------------------- | ---------------------------------------- |
| 2018 | 757                 | 0,18                                      | 34,8                                     |
| 2019 | 867                 | ↗ 0,20                                    | ↗ 38,7                                   |
| 2020 | ↗ 1141              | ↗ 0,26                                    | ↗ 46,8                                   |
| 2021 | ↗ 1273              | ↗ 0,29                                    | ↗ 49,5                                   |
| 2022 | ↗ 1421              | ↗ 0,32                                    | ↗ 52,6                                   |
| 2023 | ↗ 1495              | ↗ 0,33                                    | ↗ 51,6                                   |
| 2024 | ↗ 1606              | ↗ 0,35                                    | ↗ 54,9                                   |

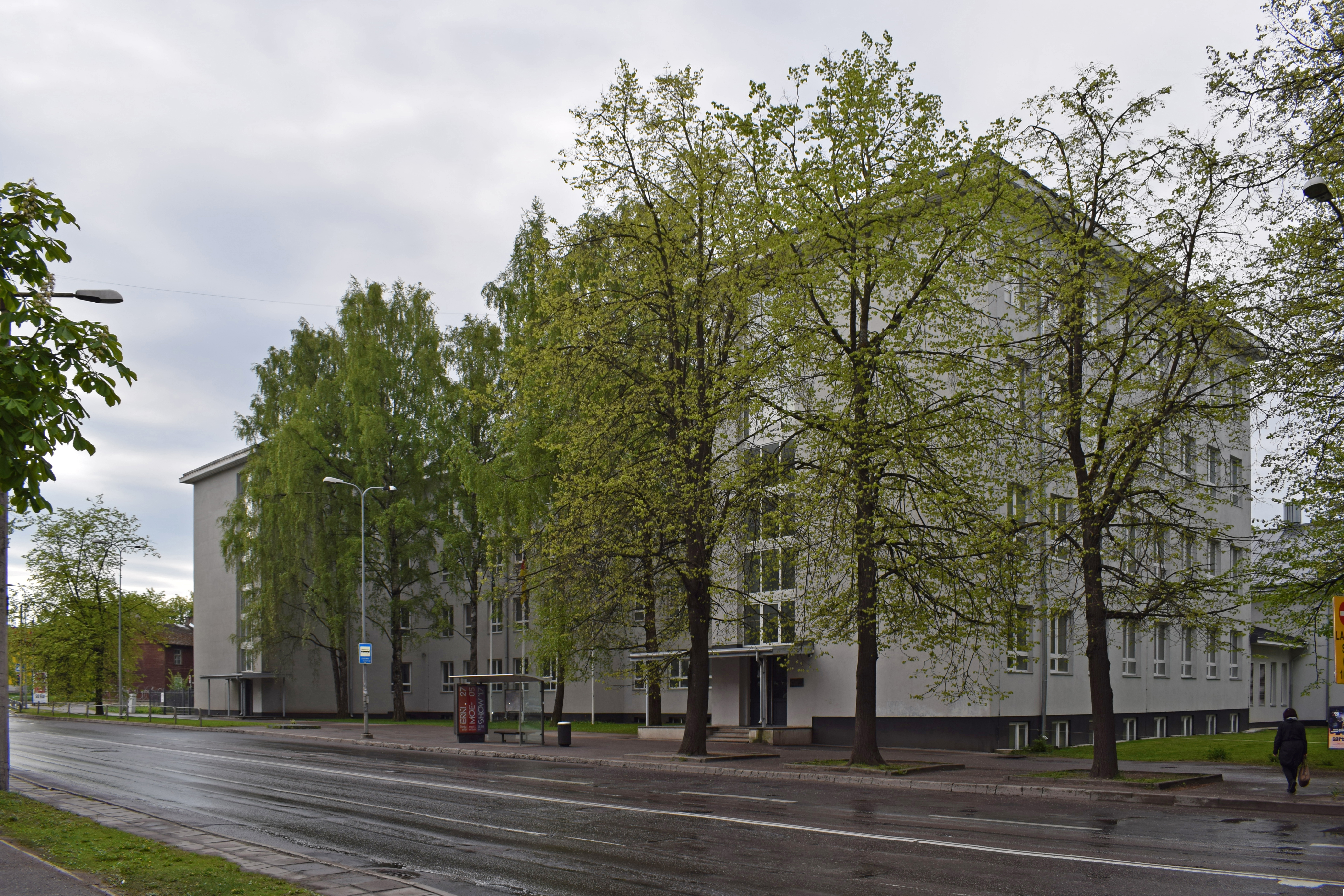
Кадриоргская Немецкая гимназия, Таллин

Примечание: данных до 2018 года не имеется.
На основании налоговой ведомости эстонские историки Пауль Йохансен (1901—1965) и Хайнц фон Цур-Милен (1914—2005) подсчитали, что в начале XVI века доля немцев в общей численности жителей Таллина составляла 30 %.

### Гражданство и родной язык

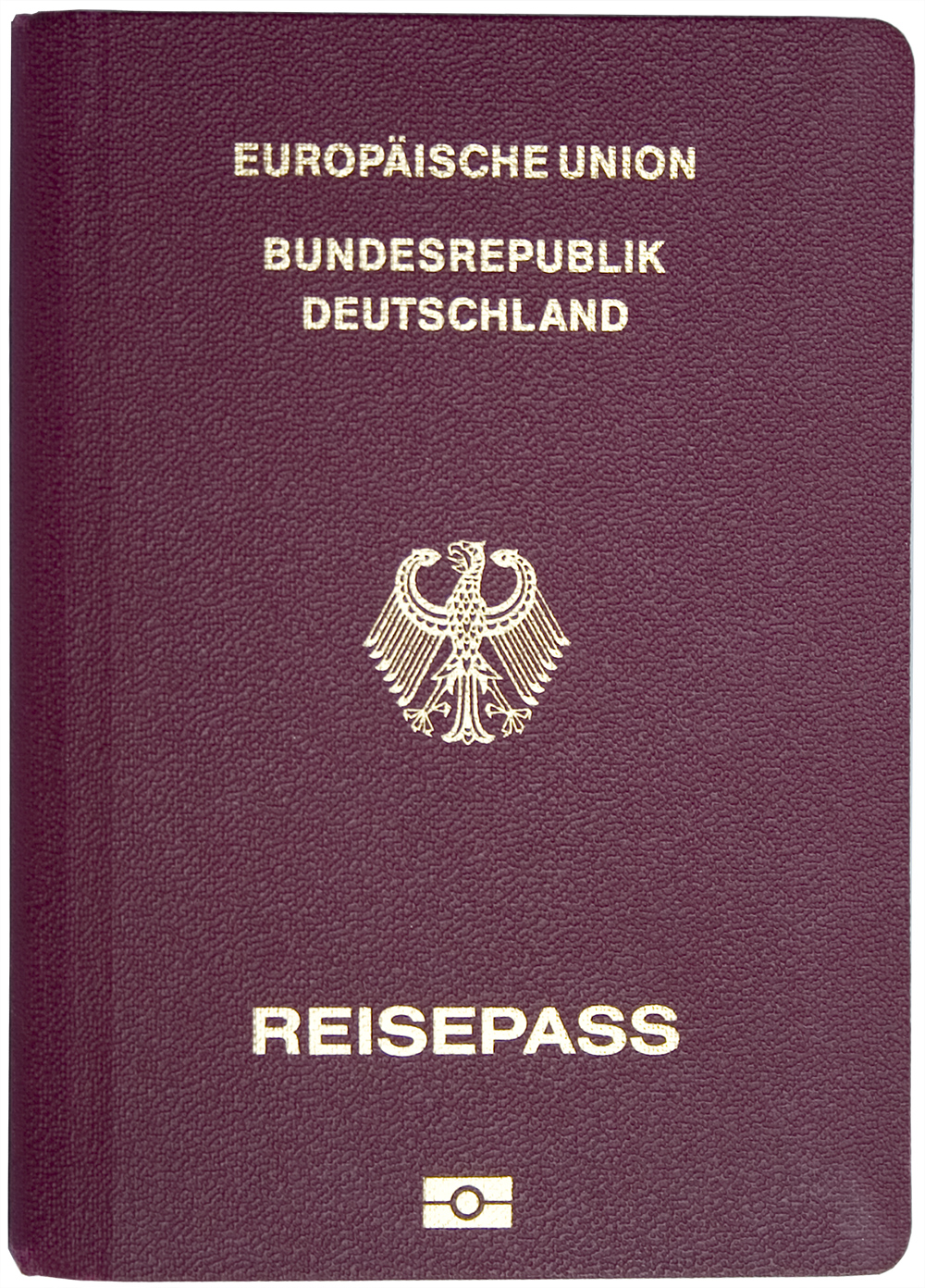
Биометрический немецкий паспорт

Гражданство и родной язык немцев Эстонии по данным переписи населения 2000 года:
| Родной язык | Немцы Эстонии, чел. | Эстонское гражданство | Российское гражданство | Гражданство другой страны | Без гражданства* |
| ----------- | ------------------- | --------------------- | ---------------------- | ------------------------- | ---------------- |
| немецкий    | 455                 | 191                   | 21                     | 123                       | 120              |
| русский     | 1219                | 525                   | 141                    | 19                        | 534              |
| эстонский   | 176                 | 147                   | 0                      | 7                         | 22               |
| прочие      | 20                  | 10                    | 0                      | 2                         | 8                |
| Всего       | 1870                | 873                   | 162                    | 151                       | 684              |

* В т. ч. гражданство не определено
Гражданство и родной язык немцев Эстонии по данным переписи населения 2021 года:
| Родной язык | Немцы Эстонии, чел. | Эстонское гражданство | Российское гражданство | Гражданство другой страны | Без гражданства |
| ----------- | ------------------- | --------------------- | ---------------------- | ------------------------- | --------------- |
| немецкий    | 1542                | 63                    | 11                     | 1452                      | 16              |
| русский     | 926                 | 501                   | 133                    | 127                       | 165             |
| эстонский   | 159                 | 143                   | 0                      | 11                        | 5               |
| прочие      | 74                  | 13                    | 1                      | 59                        | 1               |
| Всего       | 2701                | 720                   | 145                    | 1649                      | 187             |

### Образование
Немцы Эстонии в возрасте 10 лет и старше по уровню образования по данным переписей населения:
| Образование                                | 2000 год | 2000 год                                                  | 2011 год | 2011 год                                                  |
| ------------------------------------------ | -------- | --------------------------------------------------------- | -------- | --------------------------------------------------------- |
| Образование                                | чел.     | в % к общей численности немцев в возрасте 10 лет и старше | чел.     | в % к общей численности немцев в возрасте 10 лет и старше |
| Без образования                            | 111      | 6,5                                                       | ↘ 40     | ↘ 2,8                                                     |
| Начальное                                  | 220      | 12,8                                                      | ↘ 84     | ↘ 5,9                                                     |
| Основное                                   | 325      | 19,0                                                      | ↘ 177    | ↘ 12,3                                                    |
| Среднее                                    | 408      | 23,8                                                      | ↘ 246    | ↘ 17,1                                                    |
| Профессиональное, специальное и прикладное | 377      | 22,0                                                      | ↗ 552    | ↗ 38,5                                                    |
| Высшее                                     | 239      | 13,9                                                      | ↗ 272    | ↗ 19,0                                                    |
| Доктор наук, кандидат наук                 | 6        | 0,3                                                       | ↗ 37     | ↗ 2,6                                                     |
| Неизвестно                                 | 29       | 1,7                                                       | ↘ 26     | ↗ 1,8                                                     |
| Всего                                      | 1715     | 100,0                                                     | 1434     | 100,0                                                     |

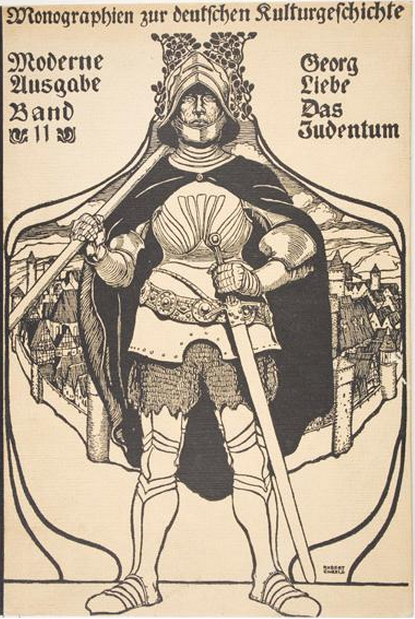
Обложка книги «Иудаизм в немецком прошлом». Ойген Дидерихс, Лейпциг, 1903 г.

Перепись населения Эстонии 2021 года данных об образовательном уровне немцев Эстонии не содержит.

## Известные немцы-уроженцы Эстонии
- Алексий II (1929—2008) — епископ Русской православной церкви. Патриарх Московский и всея Руси.
- Карл Эрнст фон Бэр (1792—1876) — российский естествоиспытатель, один из основоположников эмбриологии и сравнительной анатомии.
- Фаддей Фаддеевич Беллинсгаузен (1778—1852) — русский мореплаватель, адмирал (1843), один из первооткрывателей Антарктиды.
- Александр Христофорович Бенкендорф (1782—1844) — русский государственный деятель, военачальник, генерал.
- Григорий Петрович Гельмерсен (1803—1885) — основоположник русской школы геологической картографии, генерал-лейтенант инженерного корпуса, горный инженер, директор Горного института, академик Императорской Петербургской академии наук.
- Томас Иоганн Зеебек (1702—1831) — немецкий физик.
- Карл Петрович Икскуль фон Гильденбанд (1817—1894) — дипломат Российской империи, посол в Италии, камергер, действительный тайный советник.
- Якоб фон Икскюль (1864—1944) — биолог, зоопсихолог и философ, один из основателей зоосемиотики и биосемиотики.
- Отто Евстафьевич Коцебу (1787—1846) — русский мореплаватель.
- Иван Фёдорович Крузенштерн (1770—1846) — русский мореплаватель, возглавлявший в 1803—1806 годах первое русское кругосветное плавание.
- Эмилий Христианович Ленц (1804—1865) —  российский физик, один из основоположников электротехники.
- Герт Олоф фон Пистолькорс (род. 1935) — немецкий историк, профессор Гёттингенского университета.
- Рихман, Георг Вильгельм (1711—1753) — русский физик, действительный член Академии наук и художеств.
- Альфред Розенберг (1892—1946) — государственный и политический деятель нацистской Германии, один из наиболее влиятельных членов Национал-социалистической немецкой рабочей партии (НСДАП) и её идеолог.
- Эдуард Васильевич Толль (1858—1902) — русский учёный-геолог и географ, арктический исследователь и организатор экспедиций.
- Александр фон Эттинген (1827—1905) — российский лютеранский теолог, статистик.
- Артур фон Эттинген (1836—1920) — российский и немецкий физик, физиолог, теоретик музыки.
- Иоганн Фридрих фон Эшшольц (1793—1831) — российский естествоиспытатель, путешественник.